# Lora Records
Lora Records, es una compañía discográfica fundada por Álex Lora (vocalista de la banda roquera mexicana El Tri) a principios del 2005. La idea detrás de esto vino porque a mediados de ese mismo año el contrato entre la banda El Tri y la disquera Warner Music México se vencería. Entonces Lora aprovecharía esta oportunidad para lanzar su propio sello/marca musical. Esta noticia se hizo pública en la prensa en los meses de septiembre y octubre del 2005. Lora presentó la noticia ante la prensa declarando que (Más allá del bien y del mal) era "como el primero bajo un sello independiente".
Pero no fue Warner Music México la que se encargaría de la fábrica y distribución de Lora Records, sino la disquera multinacional Fonovisa. La razón de este cambio lo explicó el propio Lora en una entrevista con la revista El Entrepiso (Argentina), "Lo que hicimos con este disco fue darle vida a nuestra nueva música, porque estábamos en una compañía de discos que, como todas las compañías de discos, ya no hace nueva música". Desde entonces Fonovisa se ha mostrado muy interesada en El Tri desde que se lanzó el disco Más Allá... inclusive lanzando tres sencillos en vez de uno como Warner solía serlo. 
Lora Records y Fonovisa lanzaron dos versiones del disco Más allá del bien y del mal La primera fue un disco doble que incluye un DVD con el video del primer sencillo: Todos Somos Piratas, y la segunda versión el disco sencillo con los 11 temas. Actualmente se han editado bajo Lora Records más de cinco álbumes, todos de El Tri. En el 2008 se llevó a cabo la producción de una antología de cuarenta canciones de la banda bajo el título Alex Lora: Del Three a El Tri (40 rolas del alma. Mi mente y Mi aferración). Actualmente la producción y distribución de Lora Records es a través de Universal Music México.

## Discos bajo Lora Records
- Más allá del bien y del mal (2005)
- Directo desde el otro lado en vivo (2007).
- A talonear (2007)
- Nada que perder (2008)
- Alex Lora: Del Three a El Tri (40 rolas del alma. Mi mente y Mi aferración) (2008)